# تيونيست باجوسورا
تيونيست باجوسورا (من مواليد 16 أغسطس 1941-25 سبتمبر 2021 ) هو ضابط سابق في الجيش رواندا. وهو معروف أساسًا لدوره الرئيسي في الإبادة الجماعية في رواندا لعام 1994 ، والتي حُكم عليها بالسجن المؤبد من قبل المحكمة الجنائية الدولية لرواندا (المحكمة الجنائية الدولية لرواندا)

## السيرة الذاتية
التحق باجوسورا بالمدرسة الابتدائية في رامبورا، ثم التحق بالمدرسة الثانوية في مدرسة نيوندو الثانوية. تخرج من مدرسة كيغالي للضباط وتخرج بدرجة علمية في العلوم الاجتماعية والعسكرية. تخرج في يناير 1964 برتبة ملازم ثاني. حصل على رتبة عقيد في عام 1989.
اختبأ في جمهورية زائير ، ثم انتقل إلى الكاميرون ، حيث اعتقل في عام 1997 مع السياسي الرواندي أندريه نتاجورا، وبعد ذلك نُقل إلى أروشا.
في عام 2011 ، تم تخفيض الحكم إلى 35 عامًا في الاستئناف. سيتم سجنه حتى سن 89. 